# Constitución de Yucatán de 1841

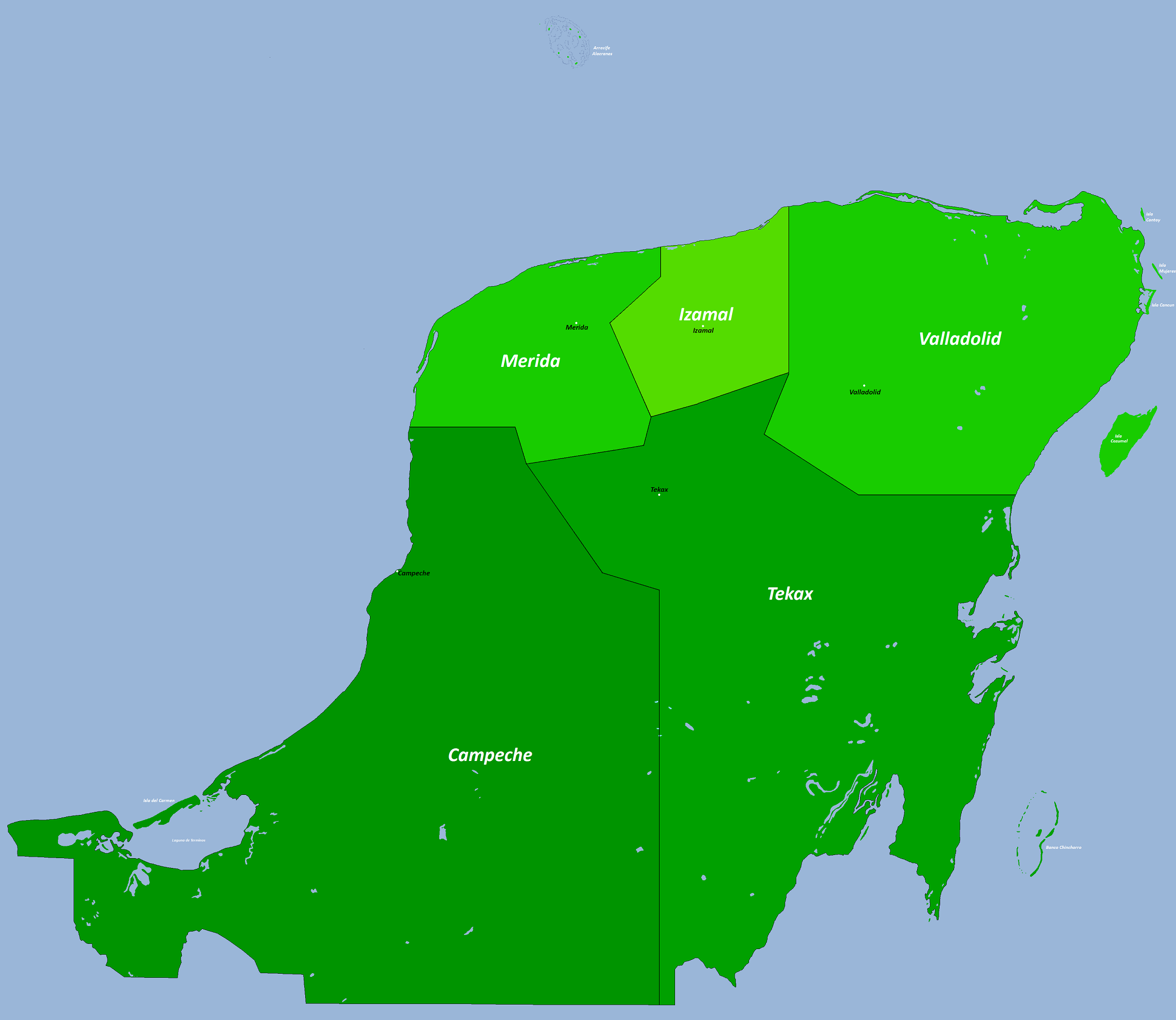
La República de Yucatán y sus cinco entidades

La Constitución Política del Estado de Yucatán, dada en Mérida en el palacio de gobierno del estado el 31 de marzo de 1841 y promulgada el 16 de mayo del mismo año, fue un texto normativo adoptado por separatistas del Estado como respuesta a la instauración de un régimen centralista en México y, por ende, al abandono del sistema federal instaurado por la Constitución Federal de los Estados Unidos Mexicanos de 1824. La importancia de este documento radica en ser el primer texto constitucional en el que se incluyó la figura jurídica de protección de garantías constitucionales conocida como el Juicio de amparo.

## Antecedentes

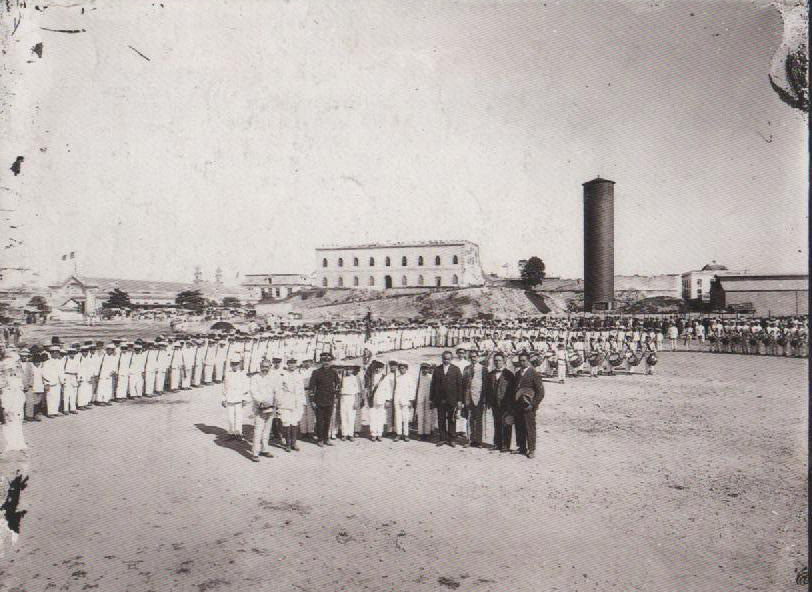
En la Ciudadela de San Benito se firmó el Acta que antecedió al Acta de Independencia de Yucatán)

El 30 de diciembre de 1836 el presidente interino José Justo Corro promulgó las Siete Leyes, instrumento constitucional que, entre otras cosas, sustituía el sistema federalista por uno centralista. En Yucatán, como reacción contra el abandono del federalismo, Santiago Imán inició una revolución de independencia en Tizimín el 29 de mayo de 1839, movimiento separatista que culminó el 4 de marzo de 1840 con la firma del Acta de la Ciudadela de San Benito (cuyo contenido sería luego reproducido y formalizado en el Acta de Independencia del Estado) que proclamó la independencia temporal de Yucatán, hasta que regresara al sistema federalista. El Acta estableció, entre otras cosas:
Artículo 1. El Departamento de Yucatán se erige en estado libre e independiente; y en tal virtud, restablece la Constitución de 1824, con las reformas que un congreso general autorizado al efecto por los pueblos tenga a bien hacerle.
Artículo 6. El estado de Yucatán se declara independiente del gobierno de México, mientras que éste no vuelva al orden del régimen federal en los términos que establece el artículo 1o. de esta acta.
Conforme a lo anterior, en julio de 1840 se realizaron elecciones que culminaron con el establecimiento del Congreso el 20 de agosto del mismo año que a su vez eligió a Santiago Méndez Ibarra y a Miguel Barbachano como gobernador y vicegobernador respectivamente. Posteriormente, se conformó un Congreso Constituyente liderado por Manuel Crescencio Rejón, quien junto con Mariano Otero es considerado el padre del juicio de amparo, con el fin de redactar un proyecto de constitución que se terminó el 23 de diciembre de 1840 y se sancionó el 31 de mayo del año siguiente.
Como México siguió siendo centralista, el 1 de octubre de 1841 la Cámara de Diputados local decretó la separación de toda la península de Yucatán y el nacimiento de la República de Yucatán. Ese documento, conocido como Acta de Independencia de la península de Yucatán, tenía ocho artículos. En los dos primeros estableció: 
Artículo 1. El pueblo de Yucatán, en el pleno uso de su soberanía, se erige en república libre e independiente de la nación mexicana.
Artículo 2. Para el régimen administrativo de la república yucateca, se declaran vigentes e inalterables, en todo lo que sea compatible con la independencia proclamada, las bases de la constitución sancionada y publicada en 31 de marzo último.

## La Constitución de Yucatán de 1841

La bandera de la República de Yucatán tiene una estrella por cada una de sus entidades

La Constitución Política del Estado de Yucatán de 1841 fue un proyecto finalizado el 23 de diciembre de 1840. Posteriormente fue discutida y aprobada en el Congreso a partir del 12 de febrero de 1841, con pocas modificaciones, y sancionada el 31 de marzo, entrando en vigor el 16 de mayo, ambas fechas del propio año de 1841. Constó de 80 artículos y 3 transitorios. Su contribución más importante, reconocida internacionalmente, e inmediata fue el Juicio de amparo.
Además, estableció las siguientes figuras jurídica que constituyeron un regreso, aunque con un tinte más radical, a las ideas liberales que inspiraron la Constitución Federal de 1824:
- Las garantías individuales
- La elección popular directa
- El bicamerismo (diputados y senadores)
- El reconocimiento de la libertad de culto o libertad religiosa.
- La supresión de los fueros militares.

El principal autor del documento fue el jurista Manuel Crescencio Rejón, quien falleció en 1849, por lo que sus ideas y escritos sobre el amparo fueron retomados por Mariano Otero e incorporados al texto instructivo del Juicio de Amparo en la Constitución Política de la República Mexicana (1857).

## El Juicio de amparo
“El juicio de amparo ha sido —y sigue siendo— el medio más eficaz que tiene el gobernado para defenderse de la actuación de la autoridad”. Bajo este tenor, el juicio amparo fue la primera de las herramientas constitucionales a favor de los mexicanos para defenderse de los actos que cualquier autoridad pública realice contra ellos. La Constitución de Yucatán fue el primer documento normativo de México en el que apareció esta figura y, por su gran trascendencia y su uso generalizado después de 1847 en toda la República, es por ello que éste es considerado como su mayor y más importante contribución al Derecho mexicano. La regula el juicio de amparo en dos secciones: las garantías individuales y las atribuciones de la corte suprema de justicia. 

### Garantías Individuales
Artículo 7.- Son derechos de todo habitante del estado, sea nacional o extranjero: 
1. No poder ser preso sino por decreto o mandamiento de juez competente, dado por escrito y firmado, ni aprehendido por disposición del Gobernador, sino en los términos indicados en las facultades de éste. Exceptuase el caso de delito infraganti, en el cual puede cualquiera prenderle, presentándole desde luego a su juez respectivo. 
2. No poder ser detenido sin expresa orden, dada y firmada por el juez competente que le aprehenda, ni pasar la detención de veinticuatro horas sin recibirle su declaración preparatoria, ni de cuarenta y ocho sin proveer auto motivado de su prisión. 
3. No poder tampoco permanecer preso, ni incomunicado, por más de seis días sin que se le reciba su confesión con cargos, ni podérsele volver a incomunicar después de practicada esta última diligencia. 
4. No poder ser juzgado por comisión, sino por el tribunal competente que establece la ley. 
5. No poder ser juzgado ni sentenciado por jueces establecidos, ni por leyes dictadas
después del hecho que haya motivado el litigio o la formación de su causa. 
6. Poder terminar sus diferencias por medio de jueces o árbitros. 
7. No poder ser obligado a hacer lo que no le manda la ley, ni a practicar lo prevenido en ésta, sino del modo y en la forma en que ella determine, ni a pagar contribución no decretada por el congreso del estado. 
8. No podérsele impedir hacer lo que las leyes no le prohíban. 
9. Poder imprimir y circular sus ideas sin necesidad de previa censura; sujetándose por los abusos que cometa, a las penas de la ley. 
10. Poder adquirir bienes raíces, rústicos o urbanos, y dedicarse a cualquier ramo de la industria. 
11. No poderse catear la casa de su habitación, su correspondencia ni papeles, sino por disposición de juez competente, y con los requisitos que las leyes establezcan.
12. Pedir libre y moderadamente la observancia de la constitución y leyes.'
Artículo 8. Los jueces de primera instancia ampararán en el goce de los derechos garantidos por el artículo, a los que les pidan su protección contra cualesquier funcionarios que no correspondan al orden judicial, decidiendo brevemente y sumariamente las cuestiones que se susciten sobre los asuntos indicados. 

Artículo 9.- De los atentados cometidos por los jueces contra los citados derechos, conocerán sus respectivos superiores con la misma preferencia de que se ha hablado en el artículo precedente; remediando desde luego el mal que les reclame, y enjuiciando inmediatamente al conciliador de las mencionadas garantías.

### De la Corte Suprema de Justicia y sus atribuciones
Artículo 62.- Corresponde a este tribunal reunido: 
1. Amparar en el goce de sus derechos a los que le pidan su protección contra las leyes y decretos de la legislatura que sean contrarias al texto literal de la constitución, o contra las providencias del gobernador, cuando en ellas se hubiesen infringido el código fundamental en los términos expresados, limitándose en ambos casos, a reparar el agravio en la parte en que la constitución hubiese sido violada.

## Influencia

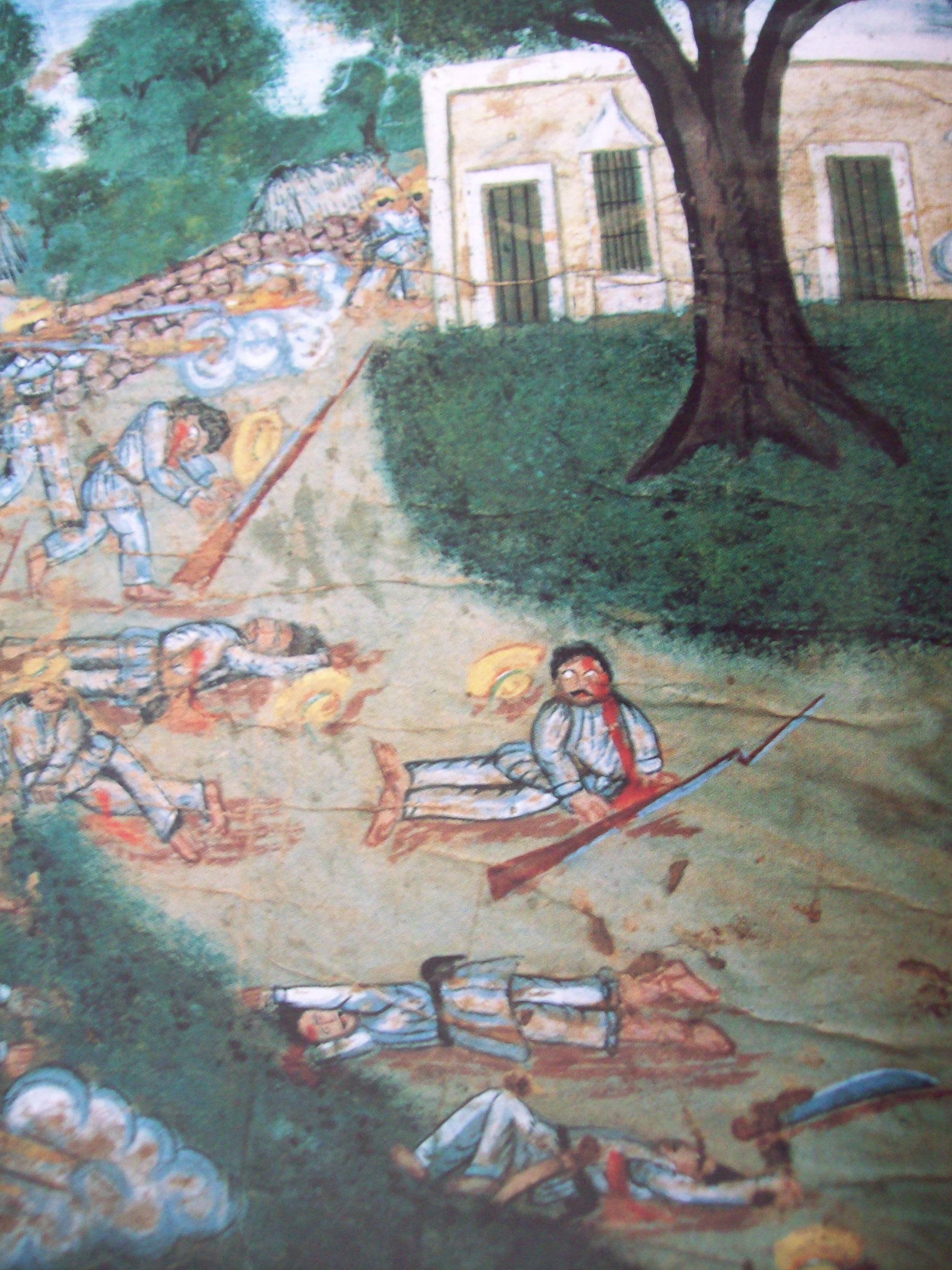
Óleo de autor desconocido sobre la Guerra de Castas, pintado hacia 1850

La vida independiente de Yucatán fue breve. Los mismos yucatecos propusieron regresar a la República Mexicana Así el 14 de diciembre de 1843, firmaron con el presidente Antonio López de Santa Anna los convenios que otorgaban a Yucatán autonomía plena, con la condición de que se reintegrara a México, pero a finales de 1845 los convenios fueron suprimidos y Yucatán regresó a la vida independiente. Sin embargo, se había desatado ya la guerra de castas por lo que el 17 de agosto de 1848, el gobernador Miguel Barbachano decretó la reincorporación de Yucatán a la federación mexicana, a cambio de su ayuda. A pesar de que la reciente firma del Tratado de Guadalupe Hidalgo, el presidente de la república, José Joaquín de Herrera envió refuerzos y logró la reincorporación de la península a México.
Ese proceso político no fue obstáculo para que la influencia de la Constitución yucateca de 1841 alcanzara todos los textos constitucionales que le seguirían.
Después de que se volviera a instalar el sistema federal en México, la comisión constituyente liderada por varios juristas distinguidos, entre los que destaca Mariano Otero, presentó ante el congreso constituyente un Acta Constituyente y de Reformas sancionada por el mismo el 18 de mayo de 1847 en el que se consagró por primera vez a nivel federal el juicio de amparo previsto en la Constitución de Yucatán.
Artículo 25.- Los Tribunales de la Federación ampararán a cualquiera habitante de la República en el ejercicio y conservación de los derechos que le concedan esta Constitución y las leyes constitucionales, contra todo ataque de los Poderes Legislativo y Ejecutivo, ya de la Federación, ya de los Estados; limitándose dichos tribunales a impartir su protección en el caso particular sobre que verse el proceso, sin hacer ninguna declaración general respecto de la ley o del acto que lo motivare.
A partir de este precepto todos los otros documentos constitucionales que han regido a México, a saber la Constitución de 1857 y la de 1917 han regulado el juicio de amparo como proceso de protección de garantía constitucionales.